# Distrikt Mito
Der Distrikt Mito liegt in der Provinz Concepción in der Region Junín in Zentral-Peru. Der Distrikt wurde am 2. Dezember 1821 gegründet. Er hat eine Fläche von 25,2 km². Beim Zensus 2017 wurden 1455 Einwohner gezählt. Im Jahr 1993 lag die Einwohnerzahl bei 1600, im Jahr 2007 bei 1476. Sitz der Distriktverwaltung ist die 3286 m hoch gelegene Ortschaft Mito mit 707 Einwohnern (Stand 2017). Mito liegt 3,5 km südwestlich der Provinzhauptstadt Concepción.

## Geographische Lage
Der Distrikt Mito liegt im Andenhochland zentral in der Provinz Concepción. Der Distrikt liegt am Westufer des nach Südosten strömenden Río Mantaro.
Der Distrikt Mito grenzt im Südwesten an den Distrikt Aco, im Nordwesten an den Distrikt Sincos (Provinz Jauja), im Nordosten an die Distrikte Matahuasi und Concepción sowie im Südosten an den Distrikt Orcotuna.

## Ortschaften
Im Distrikt gibt es neben dem Hauptort folgende größere Ortschaften:
- San Juan de Matahulo (235 Einwohner)
- San Juan de Yaico (278 Einwohner)